# Guvernul Kaja Kallas (1)
Guvernul Kaja Kallas (1) a deținut puterea executivă în Estonia între 26 ianuarie 2021 și 14 iulie 2022. A fost un guvern de coaliție între principalele partide din Estonia, Partidul Reformist și Partidul de Centru, până în 3 iunie 2022, când Kaja Kallas a demis miniștrii Partidului de Centru după săptămâni de dispute între cele două formațiuni politice.

## Context
Pe 13 ianuarie 2021, prim-ministrul anterior, Jüri Ratas, a fost nevoit să demisioneze în urma unui scandal de corupție, demisia antrenând și căderea cabinetului său. Impasul politic a condus la formarea guvernului Kallas.
Încă de la început, experții au analizat mai multe variante de coaliție posibile: Partidul Reformist–Partidul de Centru, Partidul Reformist–Isamaa–SDE, Partidul de Centru–EKRE–Isamaa, Partidul Reformist–EKRE. Pe 14 ianuarie 2021 au început negocieri între Partidul Reformist și Partidul de Centru. Deși a fost considerată o surpriză de mulți, liderii Isamaa și EKRE (Helir-Valdor Seeder, respectiv Martin Helme) au declarat că membrii Partidului de Centru analizau o posibilă coaliție cu Partidul Reformist încă de la sfârșitul anului 2020.
Noul guvern a depus jurământul pe 25 ianuarie 2021.
Cabinetul Kallas a fost prima coaliție guvernamentală între Partidul Reformist și Partidul de Centru după anul 2003. De asemenea, a devenit cabinetul cu cea mai mare egalitate de gen din istoria Estoniei.
Primul guvern Kallas a condus țara în vremurile dificile ale crizei sanitare provocate de pandemia de COVID-19 și crizelor energetice și de securitate cauzate de invazia rusă din Ucraina în 2022. Estonia a devenit unul dintre cei mai mari donatori de arme pentru Ucraina pe cap de locuitor și a primit peste 40000 de refugiați ucraineni.

## Miniștri
Coaliția a căzut de acord asupra unui guvern cu un prim-ministru și 14 miniștri, câte șapte de la fiecare din cele două partide.
În noiembrie 2021, ministrul Anneli Ott de la Partidul de Centru și-a anunțat demisia după criticile care îi fuseseră aduse pentru că nu a acceptat să fie vaccinată împotriva COVID-19, citând neînțelegeri cu Partidul Reformist pe seama restricțiilor. Demisia ei a dezvăluit faptul că între cele două partide din coaliție existau divergențe mai adânci legate de restricțiile impuse de pandemie și de politica de vaccinare a populației.
Pe 2 iunie 2022, Kallas i-a demis pe cei șapte miniștri ai Partidului de Centru după câteva săptămâni de impas în timpul cărora partenerul ei de coaliție a votat alături de opoziția de extremă dreapta EKRE împotriva unui proiect de lege privind educația. Continuând să conducă un guvern minoritar, Partidul Reformist i-a invitat pe conservatorii de la Isamaa și pe social-democrați la discuții asupra unei posibile noi coaliții. Pe 8 iulie, cele trei partide au anunțat că au convenit asupra formării unui nou guvern de coaliție. Acesta a fost învestit de către Riigikogu pe 15 iulie și a devenit al doilea cabinet al Kajei Kallas.
| Ministru                                                    | Nume                   | Partid             | Siglă              | În funcție din     | Până la            |
| Oficiul guvernului                                          | Oficiul guvernului     | Oficiul guvernului | Oficiul guvernului | Oficiul guvernului | Oficiul guvernului |
| ----------------------------------------------------------- | ---------------------- | ------------------ | ------------------ | ------------------ | ------------------ |
| Prim-ministru                                               | Kaja Kallas            | Partidul Reformist |                    | 26 ianuarie 2021   | al doilea guvern   |
| Ministerul de Finanțe                                       |                        |                    |                    |                    |                    |
| Ministru de Finanțe                                         | Keit Pentus-Rosimannus | Partidul Reformist |                    | 26 ianuarie 2021   | al doilea guvern   |
| Ministru al Administrației Publice                          | Jaak Aab               | Partidul de Centru |                    | 26 ianuarie 2021   | 3 iunie 2022       |
| Ministerul Afacerilor Externe                               |                        |                    |                    |                    |                    |
| Ministru al Afacerilor Externe                              | Eva-Maria Liimets      | Partidul de Centru |                    | 26 ianuarie 2021   | 3 iunie 2022       |
| Ministerul Afacerilor Economice și Comunicațiilor           |                        |                    |                    |                    |                    |
| Ministru al Afacerilor Economice și Infrastructurii         | Taavi Aas              | Partidul de Centru |                    | 29 aprilie 2019    | 3 iunie 2022       |
| Ministru al Antreprenoriatului și Tehnologiei Informațiilor | Andres Sutt            | Partidul Reformist |                    | 26 ianuarie 2021   | 18 iulie 2022      |
| Ministerul Justiției                                        |                        |                    |                    |                    |                    |
| Ministru al Justiției                                       | Maris Lauri            | Partidul Reformist |                    | 26 ianuarie 2021   | 18 iulie 2022      |
| Ministerul Apărării                                         |                        |                    |                    |                    |                    |
| Ministru al Apărării                                        | Kalle Laanet           | Partidul Reformist |                    | 26 ianuarie 2021   | 18 iulie 2022      |
| Ministerul Culturii                                         |                        |                    |                    |                    |                    |
| Ministru al Culturii                                        | Anneli Ott             | Partidul de Centru |                    | 26 ianuarie 2021   | 3 noiembrie 2021   |
| Ministru al Culturii                                        | Tiit Terik             | Partidul de Centru |                    | 3 noiembrie 2021   | 3 iunie 2022       |
| Ministerul de Interne                                       |                        |                    |                    |                    |                    |
| Ministru al Internelor                                      | Kristian Jaani         | Partidul de Centru |                    | 26 ianuarie 2021   | 3 iunie 2022       |
| Ministerul Educației și Cercetării                          |                        |                    |                    |                    |                    |
| Ministru al Educației și Cercetării                         | Liina Kersna           | Partidul Reformist |                    | 26 ianuarie 2021   | 18 iulie 2022      |
| Ministerul Mediului                                         |                        |                    |                    |                    |                    |
| Ministru al Mediului                                        | Tõnis Mölder           | Partidul de Centru |                    | 26 ianuarie 2021   | 18 noiembrie 2021  |
| Ministru al Mediului                                        | Erki Savisaar          | Partidul de Centru |                    | 18 noiembrie 2021  | 3 iunie 2022       |
| Ministerul Afacerilor Sociale                               |                        |                    |                    |                    |                    |
| Ministru al Sănătății și Muncii                             | Tanel Kiik             | Partidul de Centru |                    | 26 ianuarie 2021   | 3 iunie 2022       |
| Ministru al Protecției Sociale                              | Signe Riisalo          | Partidul Reformist |                    | 26 ianuarie 2021   | al doilea guvern   |
| Ministerul Afacerilor Rurale                                |                        |                    |                    |                    |                    |
| Ministru al Afacerilor Rurale                               | Urmas Kruuse           | Partidul Reformist |                    | 26 ianuarie 2021   | al doilea guvern   |